# Échiquier de Normandie
Pour les articles homonymes, voir Échiquier (homonymie).

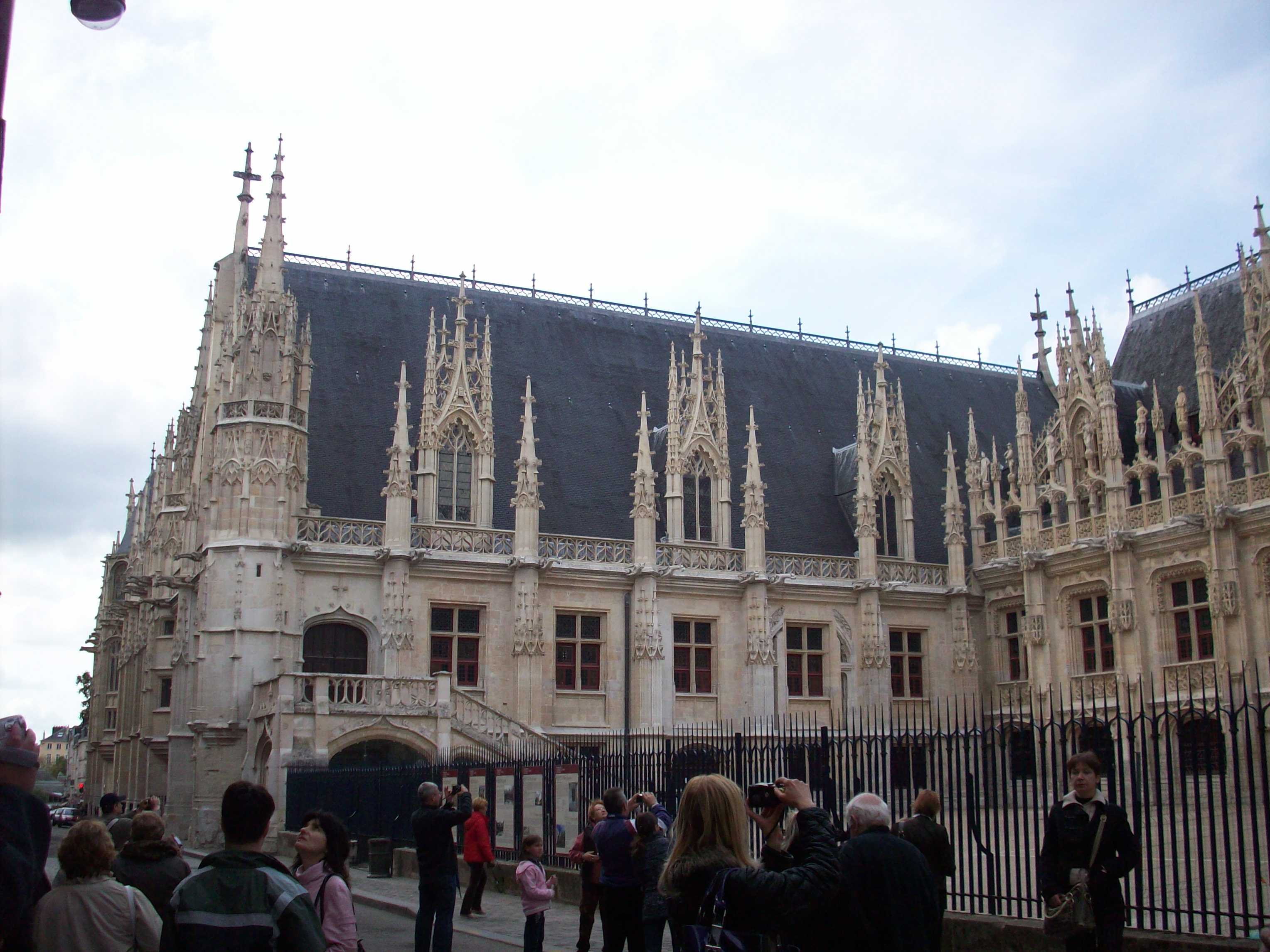
L'ancien Échiquier de Normandie, actuel palais de Justice de Rouen, aussi appelé palais royal. L'aile gauche du palais est la plus ancienne de l'ensemble architectural.

L'Échiquier de Normandie était une assemblée de tous les notables de la province, sorte de parlement ambulatoire, qui se tenait deux fois par an pendant trois mois, au commencement du printemps et à l'entrée de l'automne. Il formait un corps de justice souveraine. L'Échiquier est sédentarisé à Rouen en 1499. 

## Historique

### Origine de l'Échiquier
Institué par Rollon, premier duc de Normandie au commencement du Xe siècle, l'Échiquier de Normandie juge d'abord les causes traitant de l'administration du domaine du duc et du redressement des torts faits aux droits du duc. Ce premier Échiquier est l'ancêtre des chambres des comptes. Après avoir été itinérant, cet Échiquier est installé au château de Caen. Avec le temps, l'Échiquier se développe. Il est devenu une cour souveraine rendant la justice qui a aussi porté le nom d'Échiquier. L'Échiquier traitant des comptes du domaine du duc a été supprimé après l'intégration du duché de Normandie dans le domaine de la Couronne française. Le rendu des comptes des officiers du duché a alors été fait à la Chambre des comptes de Paris qui avait créé une chambre particulière pour juger les comptes du duché. Une Chambre des comptes de Normandie a été créée, d'une manière éphémère pendant la reprise du duché par les Anglais, entre 1415 et 1450, puis à partir de 1580. L'Échiquier intervenant en cour de justice a continué à exercer après le rattachement du duché au domaine de la Couronne. En 1302, une ordonnance du roi a fixé son siège à Rouen.
Le nom d'« Échiquier » viendrait :
- soit du fait que le premier échiquier de Normandie se serait tenu dans une salle dont le sol était constitué alternativement de pavés de pierres carrées noires et blanches, comme les tabliers ou échiquiers servant à jouer aux échecs ;
- soit de ce qu’il y avait sur la table où se réglaient les comptes de la trésorerie, un tapis échiqueté de noir et de blanc, servant à caser les différentes monnaies ayant cours dans le duché. Les ducs emmenaient partout avec eux ce tapis et concluaient leurs décisions par ces mots : actum in scaccario ou super scaccarium[1].

L'organisation de l'Échiquier de Normandie a été reprise dans tous les domaines conquis par des Normands - en Angleterre, en Sicile et à Naples. Elle a inspiré la mise en place des Chambres des comptes en Provence, en Dauphiné et en Savoie.

### L'Échiquier de Normandie en cour de justice
L’Échiquier, cour souveraine, était une assemblée de tous les notables de la province, une espèce de parlement ambulatoire, qui se tenait deux fois par an pendant trois mois, au commencement du printemps et à l’entrée de l’automne. Les prélats et les nobles des bailliages de Rouen, Caudebec-en-Caux, Évreux, Les Andelys, Caen, Coutances et Alençon qui y siégeaient avaient voix délibérative à cause de leurs terres.
Les présidents et autres juges députés par le roi, qui avaient seuls droit de juger, se tenaient sur les hauts sièges du lieu où se tenait l’Échiquier. Derrière eux, à même hauteur, étaient les abbés, doyens et autres ecclésiastiques et, à gauche, les comtes, barons et autres nobles, qui avaient séance mais non voix délibérative à l’Échiquier. Les baillis et les lieutenants-généraux civils et criminels, les avocats et procureurs du roi des bailliages, les vicomtes, le grand-maître des eaux et forêts, les lieutenants de l’amirauté, les verdiers, les baillis et sénéchaux des hauts-justiciers et les avocats et procureurs étaient tenus d’y assister afin de se souvenir de l’usage et du style de la coutume de Normandie car elle n’était pas encore rédigée ou, du moins, de l’autorité du prince.
À l’origine, la présence des ecclésiastiques et des nobles aux Échiquiers était obligatoire sous peine d’amende. Il y avait aussi quelques ecclésiastiques et nobles bretons qui devaient comparaître à l’Échiquier de Normandie et qui furent appelés à celui de 1485 et aux suivants : les évêques de Saint-Brieuc, de Saint-Malo et de Dol, les barons de Rieux, de Guéméné, le baron d’Erval Deslandelles, le vicomte de Pomers, baron de Marée.
Les échiquiers avaient également quelque rapport avec une cour d'assises en ce sens que l’appel des premiers juges était porté à l’Échiquier, qui décidait, tant au civil qu’au criminel, en dernier ressort, c’est-à-dire que les jugements de ce tribunal étaient sans appel. Comme cet Échiquier ne siégeait que deux fois l’année, lorsqu’il y avait des affaires provisoires, en attendant la tenue de l'Échiquier, c'était le grand sénéchal du duché qui y présidait en y appelant les principaux du clergé et de la noblesse qui y avaient voix délibérative.
Pendant plusieurs siècles, cet Échiquier a suivi le prince là où il se rendait, comme le faisait le parlement de Paris. Bien que Philippe le Bel ait ordonné, le 23 mars 1302, qu’il se tiendrait par an deux Échiquiers à Rouen, dans la grande salle du château de Rouen, cette ordonnance ne fut cependant pas toujours ponctuellement exécutée car il s’est également quelquefois tenu à Caen et à Falaise, surtout dans les temps de troubles et de l’occupation anglaise (1415-1450). Des trente Échiquiers qui ont dû se tenir entre 1302 et 1317, on ne trouve aucune trace, sans doute en raison de l’éloignement des temps, des troubles et guerres civiles et autres.

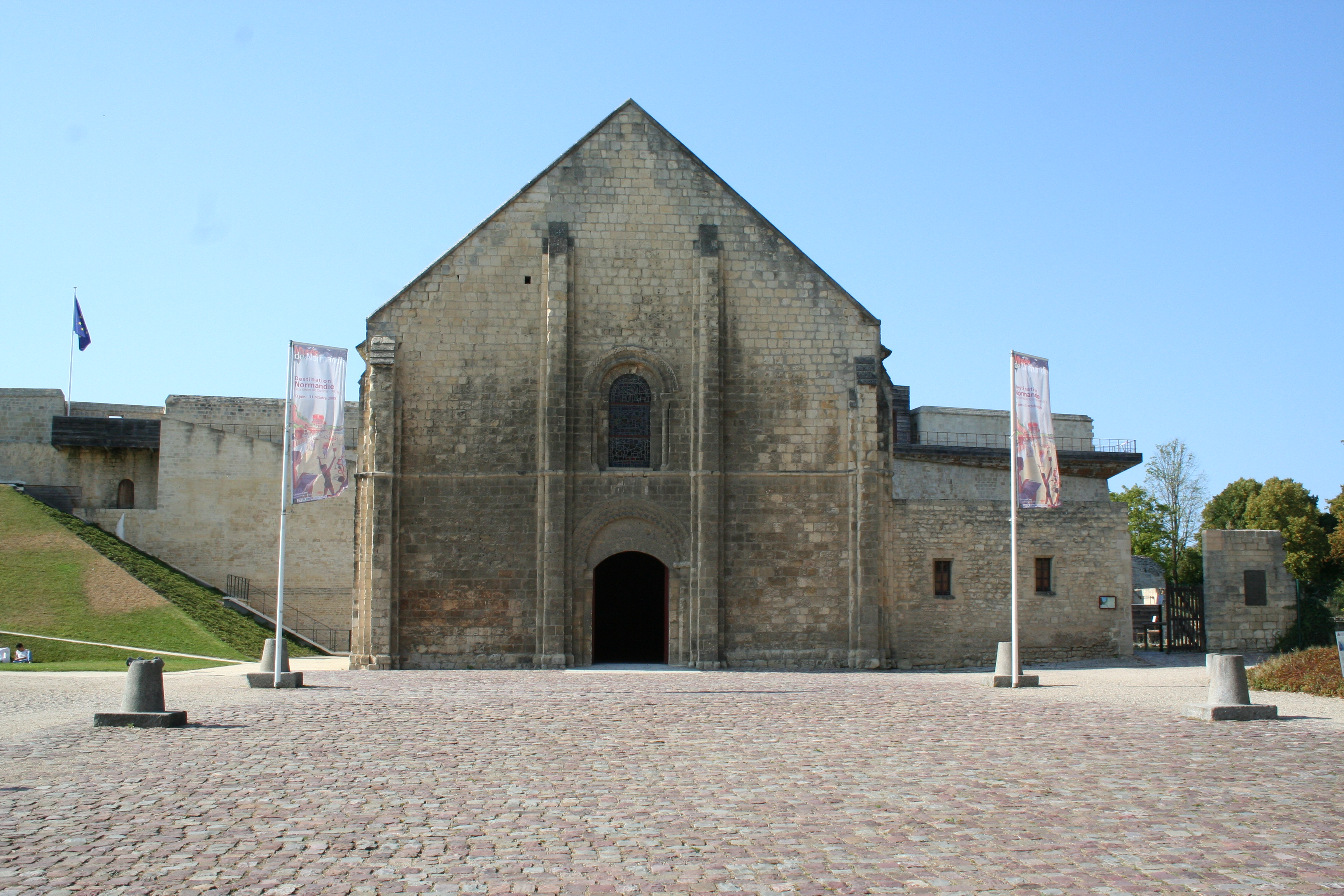
La salle dite de l’Échiquier, construite au XIIe siècle dans le château de Caen.

Les difficultés occasionnées par la mobilité de l’Échiquier menèrent l'assemblée des états généraux de Normandie de 1498 à délibérer de rendre l'Échiquier perpétuel et, l'année suivante, demande fut faite à Louis XII de sédentariser l'Échiquier à Rouen, ce qui fut accordé par l'édit des Montils-lès-Blois au mois d’avril 1499 qui établit dans Rouen un corps de justice souveraine, sédentaire et perpétuelle, composé de quatre présidents, dont le premier et le troisième devaient être clercs et le second et le quatrième laïques ; de treize conseillers clercs et quinze laïques ; de deux greffiers, un pour le civil, un pour le criminel ; de notaires et secrétaires ; de six huissiers, d'un audiencier, d'avocats du roi, d'un procureur général, d'un receveur des amendes et payeur des gages. Le même édit réglait l’ordre de juger les procès, la manière de les distribuer, l’ordre des bailliages, la cessation des juridictions inférieures en certains temps, la comparution des baillis et autres officiers à la cour souveraine de l’Échiquier, les privilèges et les gages des présidents, conseillers et autres officiers.
Le cardinal d’Amboise, archevêque de Rouen, qui avait vivement sollicité le roi en faveur de la sédentarisation à Rouen, avait reçu, en considération de sa dignité et de ses grands services, le sceau de la chancellerie, avec le droit de présider l’Échiquier à vie. Le premier président était Geoffroy Herbert, évêque de Coutances et le troisième, Antoine Bohier, abbé de Saint-Ouen. Louis XII accorda à l’archevêque de Rouen et à l’abbé de Saint-Ouen, par des lettres d’avril 1507, la qualité de « conseillers nés en l’Échiquier ».
L’ouverture de l’échiquier perpétuel eut lieu le 1er octobre 1499. Dans l’attente de la construction du futur Palais royal, l’Échiquier se tint encore dans la grande salle du château de Rouen durant sept ans, lieu des séances depuis 1207. Il commença à être tenu dans le palais encore inachevé le 1er octobre 1506.
À la même époque, fut établie à Rouen une table de marbre, pour juger les appellations des maîtrises d’eaux et forêts du duché qui, jusque-là, avaient été relevées directement à l’Échiquier.
À son avènement en 1515, François Ier confirma la cour de l’Échiquier dans tous ses privilèges par des lettres patentes. Par d’autres lettres du mois de février suivant, il voulut que le nom « d’Échiquier » fût changé en celui de « cour de parlement », à la suite de quoi l’Échiquier de Rouen devint le parlement de Normandie.